# Сава Стојановић
Сава Стојановић (тур. Sava Stepanoviç Efendi; Приштина, 1869 – Београд, 12. јул 1841) био је српски учитељ и српски националиста у Македонији.

## Биографија
Рођен је 1869. године у граду Приштини. Завршио је средњу школу Галатасарај. Студирао је две године на Правном факултету Универзитета у Истанбулу, а затим је 1899. године послат у Скопску гимназију као учитељ турског језика. У Скопљу је предавао до 1903. године. Од школске 1903/1904 до школске 1906/1907 предавао је турски језик и општу историју у Призренској богословској школи. Правосудни испит полагао је 1908. године.  После Младотурске револуције (1908), био је делегат на Првој српској конференцији која је одржана у Скопљу између 12. и 15. августа 1908. и основала је Српску демократску заједницу у Османском царству.  На изборима 1908. године изабран је за посланика приштинског санџака Косовског вилајета. Године 1911. био је начелник српске општине Приштина. 
Погинуо је 12. јула 1941. у Београду. 